# Culture à Baltimore
La ville de Baltimore dans le Maryland occupe une position centrale au sein des États et des grands centres urbains de la façade atlantique des États-Unis. Cette situation géographique permet une sorte de brassage culturel entre le nord et le sud du pays. La ville possède toutefois une culture qui lui est propre.

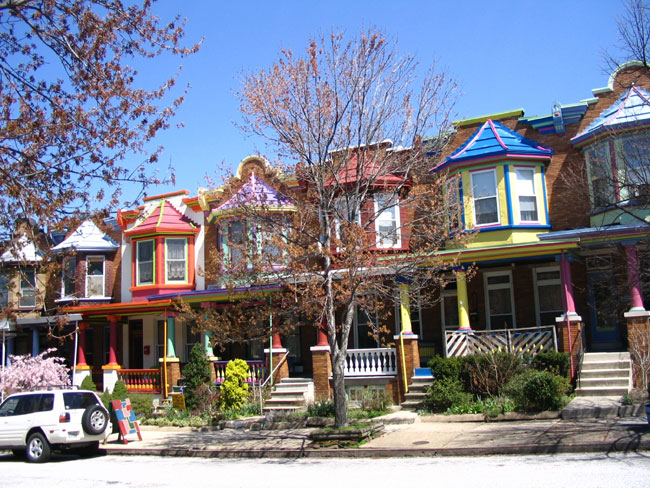
Baltimore, quartier typique de Charles Village et ses maisons colorées

## Gastronomie

### Crabe bleu

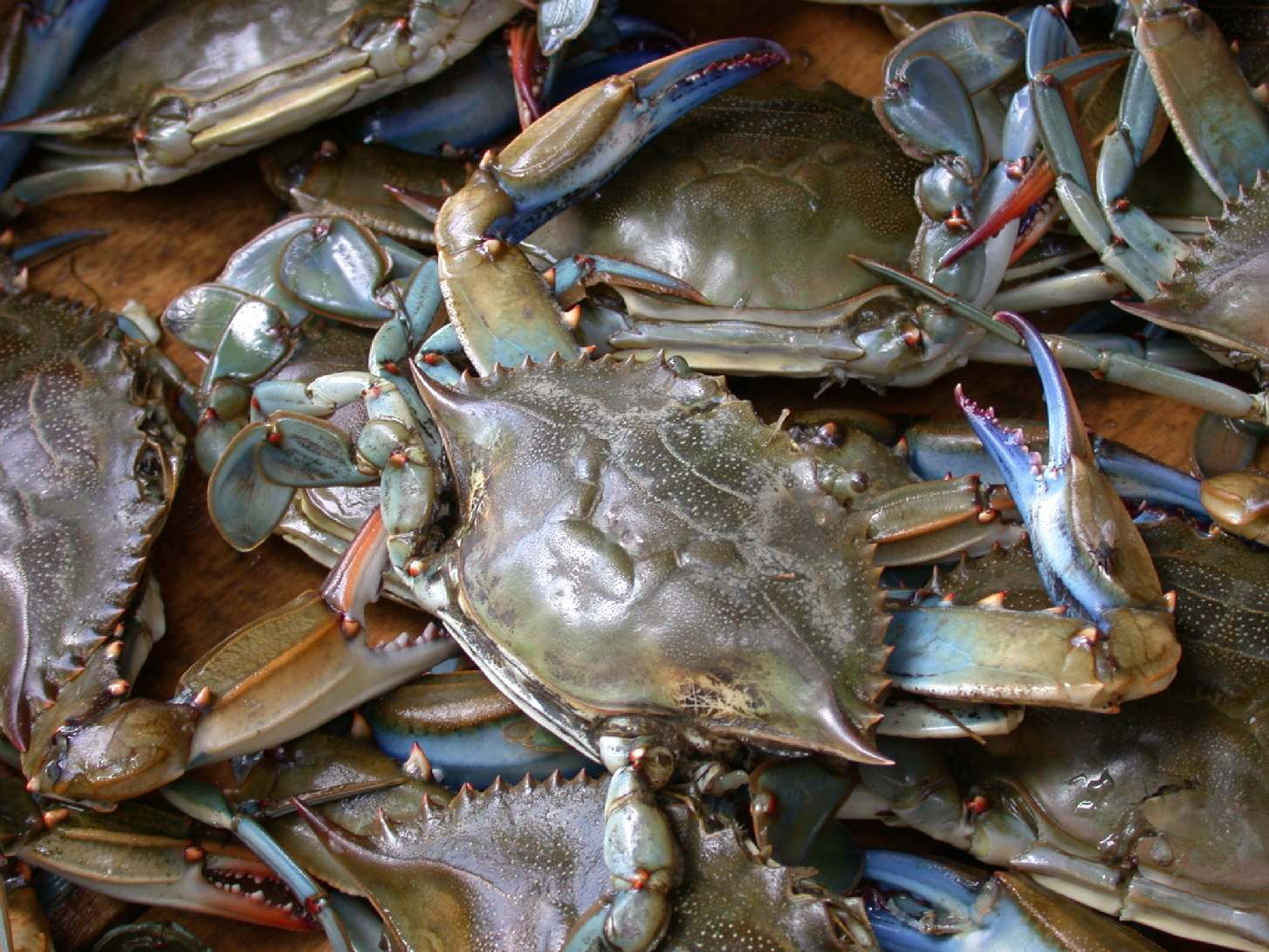
Des crabes bleus

Le crabe bleu est lié à l'art culinaire de la ville de Baltimore tout comme avec le reste de l'État du Maryland.
La Baie de Chesapeake fut durant de nombreuses années la source principale en crabes bleus de la côte Est. Baltimore devint rapidement un centre important de l'industrie du crabe. Dans le quartier touristique de Baltimore (situé entre Harborplace et Fells Point), de nombreux restaurants proposent différents plats à base de crabes comme des gâteaux de crabe. De nombreux magasins proposent aussi des produits à base de crabes.
Le crabe est traditionnellement cuit entier à la vapeur avec un assaisonnement local à base d'épices dénommé Old Bay Seasoning. La chair du crabe est extirpée de la carapace avec des couverts ou avec les mains. Le crabe qui est parfois mijoté dans de la bière se consomme par ailleurs très bien avec ce breuvage.

### Poulet
Le « chicken box » (« boîte de poulet ») est un autre plat populaire de Baltimore. Ce repas bon marché est constitué selon les envies d'ailes, de cuisses, ou de poitrines de poulet frit. Il est généralement servi dans des fast food où on le sert dans des boîtes en carton à emporter. Le poulet est accompagné de frites ou parfois de purée de pommes de terre ou de riz. La boisson souvent fournie avec et dénommée "Half and Half" est un mélange de thé glacé et de citronnade. Ailleurs aux États-Unis, cette boisson est nommée "Arnold Palmer".

### Natty Boh
La bière locale traditionnelle se nomme National Bohemian ou plus simplement Natty Boh ou National. L'histoire de la bière et de sa mascotte Mr Boh fut longtemps liée à la culture de Baltimore. La réussite de cette bière provient essentiellement de son faible coût et de sa fabrication locale. La bière est brassée par la brasserie National Brewing Company qui a aussi créé en 1963 la liqueur de malte Colt 45. La bière fut longtemps la bière des supporters des équipes des Orioles et des Colts qui jouaient dans le Memorial Stadium. Après que le déménagement des Colts à Indianapolis en 1984 et que les Orioles quittèrent le Memorial Stadium en 1991, la Natty Boh ne fut plus disponible lors d'évènements sportifs de Baltimore. En 2000, le brassage de la bière s'arrêta mais en 2006  elle fit sa réapparition au Oriole Park at Camden Yards. Actuellement, la bière est pourtant brassée en dehors du Maryland par la grande brasserie Miller Brewing Company.

## Architecture

### Maisons accolées

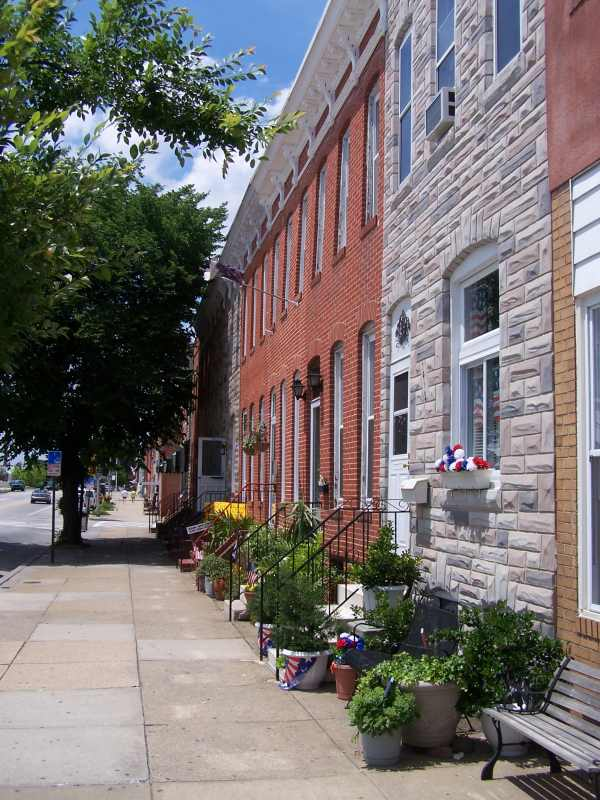
Maisons accolées traditionnelles à Baltimore

Baltimore est connue pour son architecture basée sur des maisons accolées. Cette architecture est apparue dans les années 1790. Des bâtiments datant de cette période sont toujours visibles dans les quartiers de Federal Hill et de Fells Point. Les façades des vieilles maisons ont gardé leurs garnitures composées en particulier de marches en marbres au niveau de la porte d'entrée. Des maisons accolées datant des années 1800 à 1900 sont visibles à Union Square. Ces maisons sont populaires et nombre d'entre elles sont restaurées. Dans certains quartiers, ces maisons tombent néanmoins à l'abandon touchées elles aussi par le déclin urbain de Baltimore,.

### Pierres artificielles

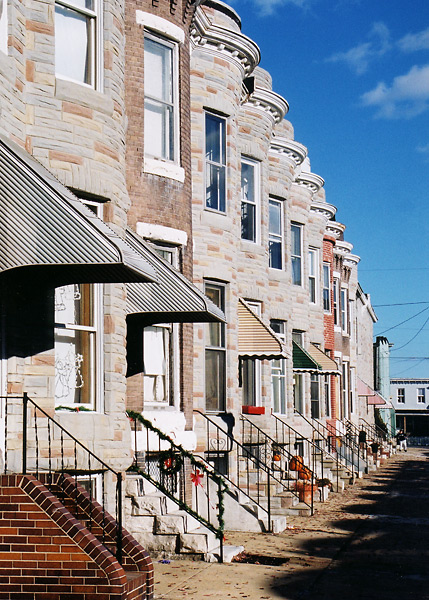
Pierres artificielles à Baltimore.

De nombreuses façades d'habitations de la ville ont une architecture particulière que l'on retrouve dans très peu d'autres villes. La particularité provient de l'utilisation d'une pierre artificielle. Introduite dans les années 1950, cette pierre fut une solution moderne de remplacement de la brique utilisée jusque-là à Baltimore. La brique locale était de qualité médiocre et elle nécessitait d'être fréquemment peinte pour être préservée des détériorations.
L'avantage de cette nouvelle pierre était qu'une fois installée, elle ne devait plus être entretenue. Les vendeurs mirent en avant qu'une fois installée, elle ne devait plus être entretenue et que le coût d'achat était le seul à compter. Son prix était de plus compétitif. Elle fut très utilisée dans les quartiers orientaux de la ville. Sa ressemblance avec les pierres naturelles donnait un cachet de style européen aux quartiers.
Inventé en 1937 par L. Albert Knight, elle ressemblait à un produit inventé 8 ans plus tôt à Columbus (Ohio) et nommé Pierre Permanente. Dans les années 1970, des défenseurs de l'ancienne architecture protestèrent contre l'apparition de cette pierre et du remplacement des façades historiques.

### Marches en marbre
Les marches en marbre font partie du caractère architectural de la ville aussi bien que le crabe bleu ou le baseball. L'utilisation du marbre tire son origine dans la présence de carrières de marbre de qualité dans la localité proche de Cockeysville. Ce marbre était si beau qu'on l'utilisait dans toute la région jusque dans la capitale Washington D.C.. Dans cette ville, elle fut notamment utilisée pour construire le Washington Monument, et les 108 colonnes du capitole. Grâce à ces constructions célèbres aux États-Unis, le marbre se fit une notoriété en tant que pierre décorative. Elle fut alors employée pour faire les marches des maisons près du port de Baltimore et près de Fells Point. Les propriétaires sont fiers de savoir que la pierre de leurs marches sont les mêmes que celles utilisées pour les célèbres bâtiments de Washington.

### Le Block

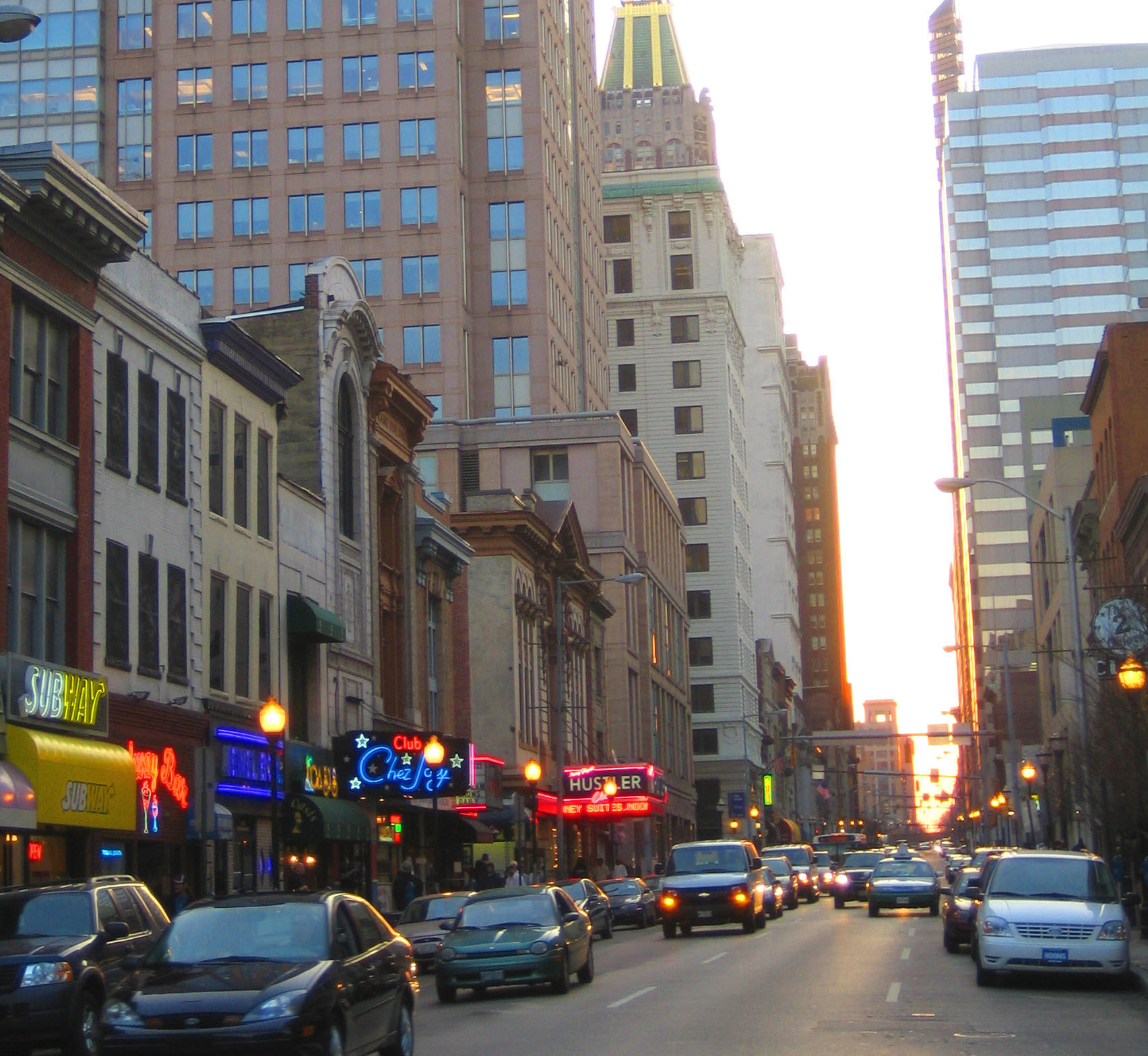
Une vue du Block

Les habitants de la ville sont souvent fiers du style architectural rétro de la ville. Un des quartiers caractéristiques de la ville se nomme The Block. Ce quartier s'étend entre les rues South Street et Gay Street. Depuis la fin du XIXe siècle, le quartier a accueilli des spectacles burlesques, des boîtes de nuits, des clubs de striptease, des sex shops et de la prostitution. Le Two O'Clock Club détenu par l'ancienne star du burlesque Blaze Starr y propose des spectacles de danses exotiques.
Malgré la présence du quartier général de la Baltimore Police Department, le quartier est toujours un centre local de l'industrie du sexe. Avec ses clubs, le lieu reste populaire dans la vie nocturne de Baltimore.

## DialecteHon
Le côté le plus intrigant de la culture de Baltimore est peut-être sa propre population. Bien que la ville soit très diversifiée culturellement, l'image qui reste des baltimoriens est la culture « Hon » qui est exemplifiée par la longue présence des habitants dans les quartiers de Highlandtown, Canton, Locust Point et de Hampden. Entre les années 1950 et 1970, il n'était pas rare de voir les femmes de la classe ouvrière habillée avec des robes colorées et brillantes, avec une coiffure composée d'un chignon casque. Les hommes étaient eux habillés de manière plus classique pour des ouvriers de cette époque.
Le nom de cette culture provient de l'accent souvent parodié des habitants locaux. Le mot Hon qui servait à désigner une autre personne dérivait en fait du mot qui se prononçait correctement hohn. L'accent de Baltimore est ainsi tout à fait particulier. Par exemple Baltimore se prononce dans le dialecte Bawldamer.
Le réalisateur natif de Baltimore John Waters a parodié cette culture du Hon comme dans son film de 1972 Pink Flamingos.

## Coin du Corned Beef
Corned Beef Row était un quartier juif de la rue East Lombard Street. Aujourd'hui peu de traces subsistent de cette époque mis à part le Attman's Delicatessen qui est célèbre depuis 1915 pour ses sandwichs au Corned beef. Le
musée juif du Marylant se situe à proximité sur la rue proche de Lloyd Street.

## H.L. Mencken

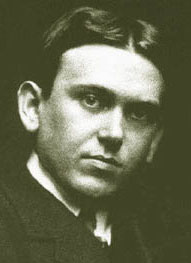
H.L. Mencken

Baltimore était la maison de journaliste, critique de la société et satire Henry Louis Mencken, aussi connu sous le nom, de H.L. Mencken.
Mencken sortit de l'institut polytechnique de Baltimore, une école publique renommée. Mencken réalisa des articles pour le Baltimore Sun. Son travail lui conféra le surnom de Sage de Baltimore. Sa maison située dans la banlieue au 1524 Hollins Streetfait partie du registre des lieux historiques.

## Cinéma et télévision

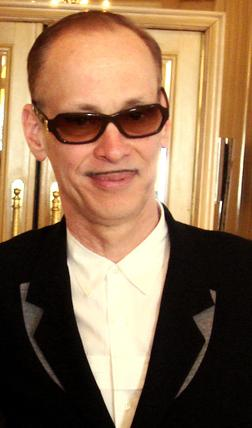
John Waters

Baltimore est célèbre dans le cinéma car elle fut souvent le lieu de tournage de nombreux films comme Die Hard 4 : Retour en enfer (Live Free or Die Hard), Piège de feu (Ladder 49), L'Effaceur (Eraser), Ennemi d'État (Enemy of the State), Les Remplaçants (The Replacements), L'Armée des douze singes (Twelve Monkeys), True Lies, Voyageur malgré lui (The Accidental Tourist). Les séries télévisées Homicide: Life on the Street, Sur écoute (The Wire) ont également été tournées à Baltimore.
Barry Levinson, un réalisateur originaire de Baltimore, a tourné des films centrés sur Baltimore comme Diner, Les Filous (Tin Men), Avalon, et Liberty Heights. Un autre réalisateur natif de Baltimore, John Waters, parodia la culture de la ville en 1972 dans  Pink Flamingos (et tous ses films, de Hag in a Black Leather Jacket en 1964 à A Dirty Shame en 2004, furent tournés à Baltimore).

## Lacrosse
Lacrosse est l'équipe sportive officielle de l'État du Maryland et est très populaire dans la ville de Baltimore. Des collèges de la cité possède également des équipes en première division comme l'université Johns Hopkins, le collège Loyola, et l'université Towson. Le Lacrosse Museum and National Hall of Fame se situe sur le campus de l'université Johns Hopkins.

### Personnes
- Alan Ameche
- Arabbers
- Baltimore Colts' Marching Band
- Celebration
- George William Brown
- Buddy Deane Show
- Art Donovan
- Johnny Eck
- Charley Eckman
- Robert Ehrlich
- Duff Goldman
- Wild Bill Hagy
- Billie Holiday
- Johns Hopkins
- Mo'Nique Imes-Jackson
- Stu Kerr
- Barry Levinson
- Gino Marchetti
- H. L. Mencken
- Michael Phelps
- Brooks Robinson
- Plug Uglies
- Edgar Allan Poe
- William Donald Schaefer
- Spank Rock
- Johnny Unitas
- John Waters
- Edward Witten
- Frank Zappa

### Lieux
- Ameche's Drive-in
- American Brewery
- Baltimore Basilica
- Baltimore Convention Center
- Baltimore Zoo
- Bromo-Seltzer Tower
- Chesapeake Bay
- The Civic Center
- Downtown Baltimore
- Flag House
- Fort McHenry
- Great Blacks in Wax Museum
- Hochschild Kohn's
- Johns Hopkins Hospital
- Hutzler's
- Inner Harbor
- Lexington Market
- List of Baltimore neighborhoods
- Memorial Stadium
- Senator Theatre
- The Shot Tower
- Sparrows Point Shipyard
- Stewart's